# Introduction (album)
Introduction – trzeci album studyjny amerykańskiego gitarzysty Marty’ego Friedmana. Wydawnictwo ukazało się 8 listopada 1994 roku nakładem wytwórni muzycznej Shrapnel Records.

## Lista utworów
Opracowano na podstawie materiału źródłowego.
1. „Arrival” – 4:52
2. „Bittersweet” – 5:27
3. „Be” – 4:51
4. „Escapism” – 9:14
5. „Luna” – 5:17
6. „Mama” – 3:55
7. „Loneliness” – 4:08
8. „Siberia” – 4:20

## Twórcy
Opracowano na podstawie materiału źródłowego

- Marty Friedman – gitara rytmiczna, gitara prowadząca, gitara basowa, produkcja muzyczna
- Nick Menza – perkusja
- Brian BecVar – instrumenty klawiszowe
- Sachi McHenry – wiolonczela
- Don Menza – shakuhachi
- Charlie Bisharat – skrzypce
- Steve Fontano – produkcje muzyczna
- Jared Johnson – inżynieria dźwięku
- Seth Cooperrider –  inżynieria dźwięku
- Mike Varney – producent wykonawczy
- William Hames –  zdjęcia
- Alex Wilkinson –  produkcja muzyczna
- Annie Calef –  kierownictwo artystyczne
- Dave Stephens –  kierownictwo artystyczne